# Commande break
Pour les articles homonymes, voir Break.
 (septembre 2023).
Si vous disposez d'ouvrages ou d'articles de référence ou si vous connaissez des sites web de qualité traitant du thème abordé ici, merci de compléter l'article en donnant les références utiles à sa vérifiabilité et en les liant à la section « Notes et références ».
En informatique, la commande break est une instruction du shell permettant une sortie de boucle de plusieurs niveaux dans le cas de boucles imbriquées.
Elle est également utilisée dans plusieurs langages de programmation (C , C++, ...) pour la création d'embranchements de type switch,.